# Seznam dílů seriálu Otec Brown
Toto je seznam dílů seriálu Otec Brown.

## Přehled řad
| Řada | Díly | Premiéra          | Premiéra        | Premiéra v ČR    | Premiéra v ČR      |
| Řada | Díly | První díl         | Poslední díl    | První díl        | Poslední díl       |
| ---- | ---- | ----------------- | --------------- | ---------------- | ------------------ |
| 1    | 10   | 14. ledna 2013    | 25. ledna 2013  | 26. září 2015    | 28. listopadu 2015 |
| 2    | 10   | 6. ledna 2014     | 17. ledna 2014  | 9. ledna 2016    | 12. března 2016    |
| 3    | 15   | 5. ledna 2015     | 23. ledna 2015  | 18. března 2017  | 24. června 2017    |
| 4    | 10   | 4. ledna 2016     | 15. ledna 2016  | 1. července 2017 | 2. září 2017       |
| 5    | 15   | 23. prosince 2016 | 19. ledna 2017  | 1. září 2018     | 15. prosince 2018  |
| 6    | 10   | 18. prosince 2017 | 12. ledna 2018  | 7. září 2019     | 16. listopadu 2019 |
| 7    | 10   | 7. ledna 2019     | 18. ledna 2019  | 17. října 2020   | 19. prosince 2020  |
| 8    | 10   | 6. ledna 2020     | 17. ledna 2020  | 9. ledna 2021    | 13. března 2021    |
| 9    | 10   | 3. ledna 2022     | 14. ledna 2022  | 2. července 2022 | 3. září 2022       |
| 10   | 10   | 6. ledna 2023     | 10. března 2023 | bude oznámeno    | bude oznámeno      |
| 11   | 10   | 5. ledna 2024     | 8. března 2024  | bude oznámeno    | bude oznámeno      |
| 12   | 10   | 10. ledna 2025    | 14. března 2025 | bude oznámeno    | bude oznámeno      |

## Přehled dílů

### První řada (2013)
| Č. v seriálu | Č. v řadě | Původní název              | Český název          | Režie          | Scénář                | Datum premiéry | Datum české premiéry |
| ------------ | --------- | -------------------------- | -------------------- | -------------- | --------------------- | -------------- | -------------------- |
| 1            | 1         | The Hammer of God          | Kladivo boží         | Ian Barber     | Tahsin Güner          | 14. ledna 2013 | 26. září 2015        |
| 2            | 2         | The Flying Stars           | Létavice             | Ian Barber     | Rachel Flowerday      | 15. ledna 2013 | 3. října 2015        |
| 3            | 3         | The Wrong Shape            | Znetvoření           | Dominic Keavey | Nicola Wilson         | 16. ledna 2013 | 10. října 2015       |
| 4            | 4         | The Man in the Tree        | Muž na stromě        | Ian Barber     | Rebecca Wojciechowski | 17. ledna 2013 | 17. října 2015       |
| 5            | 5         | The Eye of Apollo          | Apollónovo oko       | Matt Carter    | Tahsin Güner          | 18. ledna 2013 | 24. října 2015       |
| 6            | 6         | The Bride of Christ        | Nevěsta Kristova     | Ian Barber     | Jude Tindall          | 21. ledna 2013 | 31. října 2015       |
| 7            | 7         | The Devil's Dust           | Pekelný prach        | Dominic Keavey | Dan Muirden           | 22. ledna 2013 | 7. listopadu 2015    |
| 8            | 8         | The Face of Death          | Maska smrti          | Matt Carter    | Lol Fletcher          | 23. ledna 2013 | 14. listopadu 2015   |
| 9            | 9         | The Mayor and the Magician | Starosta a kouzelník | Dominic Keavey | Nicola Wilson         | 24. ledna 2013 | 21. listopadu 2015   |
| 10           | 10        | The Blue Cross             | Modrý kříž           | Ian Barber     | Paul Matthew Thompson | 25. ledna 2013 | 28. listopadu 2015   |

### Druhá řada (2014)
| Č. v seriálu | Č. v řadě | Původní název               | Český název               | Režie       | Scénář                | Datum premiéry | Datum české premiéry |
| ------------ | --------- | --------------------------- | ------------------------- | ----------- | --------------------- | -------------- | -------------------- |
| 11           | 1         | The Ghost in the Machine    | Duch ve stroji            | Matt Carter | Rachel Flowerday      | 6. ledna 2014  | 9. ledna 2016        |
| 12           | 2         | The Maddest of All          | Nejšílenější ze všech     | Ian Barber  | Tahsin Güner          | 7. ledna 2014  | 16. ledna 2016       |
| 13           | 3         | The Pride of the Prydes     | Pýcha Prydeů              | Paul Gibson | Jude Tindall          | 8. ledna 2014  | 23. ledna 2016       |
| 14           | 4         | The Shadow of the Scaffold  | Ve stínu šibenice         | Paul Gibson | Rachel Flowerday      | 9. ledna 2014  | 30. ledna 2016       |
| 15           | 5         | The Mystery of the Rosary   | Tajemství růžence         | Ian Barber  | Paul Matthew Thompson | 10. ledna 2014 | 6. února 2016        |
| 16           | 6         | The Daughters of Jerusalem  | Dcery jeruzalémské        | Matt Carter | Jude Tindall          | 13. ledna 2014 | 13. února 2016       |
| 17           | 7         | The Three Tools of Death    | Tři smrtící nástroje      | Paul Gibson | Lol Fletcher          | 14. ledna 2014 | 20. února 2016       |
| 18           | 8         | The Prize of Colonel Gerard | Trofej plukovníka Gerarda | Ian Barber  | Domimique Moloney     | 15. ledna 2014 | 27. února 2016       |
| 19           | 9         | The Grim Reaper             | Smrťák                    | Matt Carter | David Semple          | 16. ledna 2014 | 5. března 2016       |
| 20           | 10        | The Laws of Motion          | Zákony pohybu             | Paul Gibson | Tahsin Güner          | 17. ledna 2014 | 12. března 2016      |

### Třetí řada (2015)
| Č. v seriálu | Č. v řadě | Původní název                | Český název            | Režie         | Scénář                | Datum premiéry | Datum české premiéry |
| ------------ | --------- | ---------------------------- | ---------------------- | ------------- | --------------------- | -------------- | -------------------- |
| 21           | 1         | The Man in the Shadows       | Muž ve stínu           | Paul Gibson   | Ron Kinsman           | 5. ledna 2015  | 18. března 2017      |
| 22           | 2         | The Curse of Amenhotep       | Amenhotepova kletba    | Matt Carter   | Jude Tindall          | 6. ledna 2015  | 25. března 2017      |
| 23           | 3         | The Invisible Man            | Neviditelný muž        | Matt Carter   | Tahsin Güner          | 7. ledna 2015  | 1. dubna 2017        |
| 24           | 4         | The Sign of the Broken Sword | Znamení zlomeného meče | Ian Barber    | Stephen McAteer       | 8. ledna 2015  | 8. dubna 2017        |
| 25           | 5         | The Last Man                 | Poslední hráč          | John Greening | Jude Tindall          | 9. ledna 2015  | 15. dubna 2017       |
| 26           | 6         | The Upcott Fraternity        | Bratrstvo z Upcottu    | Paul Gibson   | Paul Matthew Thompson | 12. ledna 2015 | 22. dubna 2017       |
| 27           | 7         | The Kembleford Boggart       | Kemblefordský plivník  | John Greening | Jonathan Nail         | 13. ledna 2015 | 29. dubna 2017       |
| 28           | 8         | The Lair of the Libertines   | Doupě zhýralců         | Matt Carter   | Lol Fletcher          | 14. ledna 2015 | 6. května 2017       |
| 29           | 9         | The Thuth in the Wine        | Pravda ve víně         | Ian Barber    | Kit Lambert           | 15. ledna 2015 | 13. května 2017      |
| 30           | 10        | The Judgement of Man         | Soud člověka           | Ian Barber    | Paul Matthew Thompson | 16. ledna 2015 | 20. května 2017      |
| 31           | 11        | The Time Machine             | Stroj času             | Ian Barber    | Tahsin Güner          | 19. ledna 2015 | 27. května 2017      |
| 31           | 11        | The Standing Stones          | Menhiry                | Matt Carter   | Rachel Flowerday      | 20. ledna 2015 | 3. června 2017       |
| 33           | 13        | The Paradise of Thieves      | Ráj zlodějů            | Diana Patrick | Rob Kinsman           | 21. ledna 2015 | 10. června 2017      |
| 34           | 14        | The Deadly Seal              | Zpovědní tajemství     | Diana Patrick | Dan Muirden           | 22. ledna 2015 | 17. června 2017      |
| 35           | 15        | The Owl of Minerva           | Minervina sova         | Matt Carter   | Jude Tindall          | 23. ledna 2015 | 24. června 2017      |

### Čtvrtá řada (2016)
| Č. v seriálu | Č. v řadě | Původní název              | Český název        | Režie           | Scénář           | Datum premiéry | Datum české premiéry |
| ------------ | --------- | -------------------------- | ------------------ | --------------- | ---------------- | -------------- | -------------------- |
| 36           | 1         | The Mask of the Demon      | Maska démona       | Paul Gibson     | Jude Tindall     | 4. ledna 2016  | 1. července 2017     |
| 37           | 2         | The Brewer's Daughter      | Dcera pivovarníka  | Paul Gibson     | Kit Lambertl     | 5. ledna 2016  | 8. července 2017     |
| 38           | 3         | The Hangman's Demise       | Katova smrt        | David Beauchamp | Dan Muirden      | 6. ledna 2016  | 15. července 2017    |
| 39           | 4         | The Crackpot of the Empire | Největší cvok říše | David Beauchamp | Lol Fletcher     | 7. ledna 2016  | 22. července 2017    |
| 40           | 5         | The Daughter of Autolycus  | Autolykova dcera   | Paul Gibson     | Jude Tindall     | 8. ledna 2016  | 29. července 2017    |
| 41           | 6         | The Rod of Asclepius       | Aeskulapova hůl    | David Beauchamp | Jude Tindall     | 11. ledna 2016 | 5. srpna 2017        |
| 42           | 7         | The Missing Man            | Nezvěstný          | David Beauchamp | Rachel Flowerday | 12. ledna 2016 | 12. srpna 2017       |
| 43           | 8         | The Resurrectionists       | Zmrtvýchvstání     | James Larkin    | Tahsin Güner     | 15. ledna 2016 | 19. srpna 2017       |
| 44           | 9         | The Sins of the Father     | Hříchy otce        | Paul Gibson     | Al Smith         | 14. ledna 2016 | 26. srpna 2017       |
| 45           | 10        | The Wrath of Baron Samdi   | Hněv barona Samdi  | James Larkin    | Tahsin Güner     | 15. ledna 2016 | 2. září 2017         |

### Pátá řada (2016–2017)
| Č. v seriálu | Č. v řadě | Původní název                 | Český název             | Režie         | Scénář                | Datum premiéry    | Datum české premiéry |
| ------------ | --------- | ----------------------------- | ----------------------- | ------------- | --------------------- | ----------------- | -------------------- |
| 46           | 1         | The Star of Jacob             | Jakubova hvězda         | Paul Gibson   | Jude Tindall          | 23. prosince 2016 | 1. září 2018         |
| 47           | 2         | The Labyrinth of Minotaur     | Mínotaurův labyrint     | Paul Gibson   | Jude Tindall          | 2. ledna 2017     | 8. září 2018         |
| 48           | 3         | The Eve of St John            | Svatojánská noc         | Gary Williams | Jude Tindall          | 3. ledna 2017     | 15. září 2018        |
| 49           | 4         | The Chedworth Cyclone         | Cyklon z Chedworthu     | Paul Gibson   | Paul Matthew Thompson | 4. ledna 2017     | 22. září 2018        |
| 50           | 5         | The Hand of Lucia             | Ruka Lucie              | Paul Gibson   | Lol Fletcher          | 5. ledna 2017     | 2. října 2018        |
| 51           | 6         | The Eagle and the Daw         | Orel a kavka            | Gary Williams | Kit Lambert           | 6. ledna 2017     | 6. října 2018        |
| 52           | 7         | The Smallest of Things        | Maličkosti              | Bob Thomson   | Tahsin Güner          | 9. ledna 2017     | 13. října 2018       |
| 53           | 8         | The Crimson Feather           | Karmínové pírko         | Paul Gibson   | Kit Lambert           | 10. ledna 2017    | 20. října 2018       |
| 54           | 9         | The Lepidopterist's Companion | Rukojeť lepidopterologa | Paul Gibson   | Kit Lambert           | 11. ledna 2017    | 27. října 2018       |
| 55           | 10        | The Alchemist's Secret        | Tajemství alchymisty    | Simon Gibney  | Rob Kinsman           | 12. ledna 2017    | 3. listopadu 2018    |
| 56           | 11        | The Sins of Others            | Hříchy těch druhých     | Diana Patrick | Tahsin Güner          | 13. ledna 2017    | 10. listopadu 2018   |
| 57           | 12        | The Theatre of the Invisible  | Neviditelné divadlo     | Bob Thomson   | David Semple          | 16. ledna 2017    | 24. listopadu 2018   |
| 58           | 13        | The Tanganyika Green          | Zelená Tanganika        | Simon Gibney  | Catherine Skinner     | 17. ledna 2017    | 1. prosince 2018     |
| 59           | 14        | The Fire in the Sky           | Oheň z nebes            | Diana Patrick | Kit Lambert           | 18. ledna 2017    | 8. prosince 2018     |
| 60           | 15        | The Penitent Man              | Kajícník                | Paul Gibson   | Tahsin Güner          | 19. ledna 2017    | 15. prosince 2018    |

### Šestá řada (2017–2018)
| Č. v seriálu | Č. v řadě | Původní název                      | Český název                  | Režie                   | Scénář                     | Datum premiéry    | Datum české premiéry |
| ------------ | --------- | ---------------------------------- | ---------------------------- | ----------------------- | -------------------------- | ----------------- | -------------------- |
| 61           | 1         | The Tree of Truth                  | Strom pravdy                 | Paul Gibson             | Jude Tindall               | 18. prosince 2017 | 7. září 2019         |
| 62           | 2         | The Jackdaw's Revenge              | Pomsta kavky                 | Gary Williams           | Kit Lambert                | 2. ledna 2018     | 14. září 2019        |
| 63           | 3         | The Kembleford Dragon              | Kemblefordský drak           | Christiana Ebohon-Green | David Semple               | 3. ledna 2018     | 21. září 2019        |
| 64           | 4         | The Angel of Mercy                 | Anděl milosrdenství          | Niall Fraser            | Dan Muirden                | 4. ledna 2018     | 28. září 2019        |
| 65           | 5         | The Face of Enemy                  | Tvář nepřítele               | Christiana Ebohon-Green | Tahsin Güner               | 5. ledna 2018     | 5. října 2019        |
| 66           | 6         | The Devil You Know                 | Zlo, které známe             | Niall Fraser            | Jude Tindall               | 8. ledna 2018     | 19. října 2019       |
| 67           | 7         | The Dance of Death                 | Tanec smrti                  | Piotr Szkopiak          | Rob Kinsman                | 9. ledna 2018     | 26. října 2019       |
| 68           | 8         | The Cat of Mastigatus              | Kočka Mastigatus             | Piotr Szkopiak          | Mark Hiser, Bridget Colgan | 10. ledna 2018    | 2. listopadu 2019    |
| 69           | 9         | The Flower of the Fairway          | Květina golfového hřiště     | Gary Williams           | Rachel Flowerday           | 11. ledna 2018    | 9. listopadu 2019    |
| 70           | 10        | The Two Deaths of Hercule Flambeau | Dvojí smrt Hercula Flambeaua | Paul Gibson             | Kit Lambert                | 12. ledna 2018    | 16. listopadu 2019   |

### Sedmá řada (2019)
| Č. v seriálu | Č. v řadě | Původní název               | Český název          | Režie                   | Scénář       | Datum premiéry | Datum české premiéry |
| ------------ | --------- | --------------------------- | -------------------- | ----------------------- | ------------ | -------------- | -------------------- |
| 71           | 1         | The Great Train Robbery     | Velká vlaková loupež | Paul Gibson             | Jude Tindall | 7. ledna 2019  | 17. října 2020       |
| 72           | 2         | The Passing Bell            | Umíráček             | Ian Barber              | David Semple | 8. ledna 2019  | 24. října 2020       |
| 73           | 3         | The Whistle in the Dark     | Píšťala v temnotách  | Ian Barber              | Tahsin Güner | 9. ledna 2019  | 31. října 2020       |
| 74           | 4         | The Demise of the Debutante | Padlá debutantka     | Paul Gibson             | Lol Fletcher | 10. ledna 2019 | 7. listopadu 2020    |
| 75           | 5         | The Darkest Noon            | Ledová past          | Christiana Ebohon-Green | Kit Lambert  | 11. ledna 2019 | 14. listopadu 2020   |
| 76           | 6         | The Sacrifice of Tantalus   | Tantalova oběť       | Dominic Keavey          | Kit Lambert  | 14. ledna 2019 | 21. listopadu 2020   |
| 77           | 7         | The House of God            | Dům Boží             | Paul Gibson             | Dan Muirden  | 15. ledna 2019 | 28. listopadu 2020   |
| 78           | 8         | The Blood of the Anarchists | Krev anarchistů      | Dominic Keavey          | Lol Fletcher | 16. ledna 2019 | 5. prosince 2020     |
| 79           | 9         | The Skylark Scandal         | Skřivánčí skandál    | Christiana Ebohon-Green | Rachel Smith | 17. ledna 2019 | 12. prosince 2020    |
| 80           | 10        | The Honourable Thief        | Počestný zloděj      | Paul Gibson             | Kit Lambert  | 18. ledna 2019 | 19. prosince 2020    |

### Osmá řada (2020)
| Č. v seriálu | Č. v řadě | Původní název                       | Český název             | Režie          | Scénář            | Datum premiéry | Datum české premiéry |
| ------------ | --------- | ----------------------------------- | ----------------------- | -------------- | ----------------- | -------------- | -------------------- |
| 81           | 1         | The Celestial Choir                 | Nebeský chór            | Paul Gibson    | Kit Lambert       | 6. ledna 2020  | 9. ledna 2021        |
| 82           | 2         | The Queen Bee                       | Včelí královna          | Dominic Keavey | David Semple      | 7. ledna 2020  | 16. ledna 2021       |
| 83           | 3         | The Scales of Justice               | Misky vah spravedlnosti | Darcia Martin  | Dominique Moloney | 8. ledna 2020  | 23. ledna 2021       |
| 84           | 4         | The Wisdom of the Fool              | Šaškova moudrost        | Paul Gibson    | Lol Fletcher      | 9. ledna 2020  | 30. ledna 2021       |
| 85           | 5         | The Folly of Jephthah               | Jiftáchova pošetilost   | Darcia Martin  | Kit Lambert       | 10. ledna 2020 | 6. února 2021        |
| 86           | 6         | The Numbers of the Beast            | Ďáblova čísla           | Paul Gibson    | Dan Muirden       | 13. ledna 2020 | 13. února 2021       |
| 87           | 7         | The River Corrupted                 | Kalná voda              | Jennie Paddon  | Kit Lambert       | 14. ledna 2020 | 20. února 2021       |
| 88           | 8         | The Curse of the Aesthetic          | Prokletí krásy          | Paul Gibson    | Lol Fletcher      | 15. ledna 2020 | 27. února 2021       |
| 89           | 9         | The Fall of the House of St Gardner | Pád domu St. Gardner    | Jennie Paddon  | Rachel Smith      | 16. ledna 2020 | 6. března 2021       |
| 90           | 10        | The Tower of Lost Souls             | Věž ztracených duší     | Dominic Keavey | Tahsin Güner      | 17. ledna 2020 | 13. března 2021      |

### Devátá řada (2022)
| Č. v seriálu | Č. v řadě | Původní název                | Český název          | Režie         | Scénář            | Datum premiéry | Datum české premiéry |
| ------------ | --------- | ---------------------------- | -------------------- | ------------- | ----------------- | -------------- | -------------------- |
| 91           | 1         | The Menace of Mephistopheles | Hrozba Mefistofelova | Isher Sahota  | Dominique Moloney | 3. ledna 2022  | 2. července 2022     |
| 92           | 2         | The Viper's Tongue           | Hadí jazyk           | Steve M Kelly | Kit Lambert       | 4. ledna 2022  | 9. července 2022     |
| 93           | 3         | The Requiem for the Dead     | Mše za zemřelou      | John Maidens  | Michelle Lipton   | 5. ledna 2022  | 16. července 2022    |
| 94           | 4         | The Children of Kalon        | Kalonovy děti        | Jo Hallows    | Tahsin Güner      | 6. ledna 2022  | 23. července 2022    |
| 95           | 5         | The Final Devotion           | Poslední oběť        | Steve M Kelly | Kit Lambert       | 7. ledna 2022  | 30. července 2022    |
| 96           | 6         | The New Order                | Nové pořádky         | Jo Hallows    | Neil Irvine       | 10. ledna 2022 | 6. srpna 2022        |
| 97           | 7         | The Island of Dreams         | Ostrov snů           | Ruth Carney   | David Semple      | 11. ledna 2022 | 13. srpna 2022       |
| 98           | 8         | The Wayward Girls            | Vzpurné dívky        | Ruth Carney   | Dominique Moloney | 12. ledna 2022 | 20. srpna 2022       |
| 99           | 9         | The Enigma of Antigonish     | Muž, který nebyl     | Isher Sahota  | Lol Fletcher      | 13. ledna 2022 | 27. srpna 2022       |
| 100          | 10        | The Red Death                | Rudá smrt            | John Maidens  | Kit Lambert       | 14. ledna 2022 | 3. září 2022         |

### Desátá řada (2023)
| Č. v seriálu | Č. v řadě | Původní název         | Český název          | Režie                   | Scénář                      | Datum premiéry  | Datum české premiéry |
| ------------ | --------- | --------------------- | -------------------- | ----------------------- | --------------------------- | --------------- | -------------------- |
| 101          | 1         | The Winds of Change   | Čas na změnu         | John Maidens            | Dan Muirden                 | 6. ledna 2023   |                      |
| 102          | 2         | The Company of Men    | Mezi námi, muži      | Paul Riordan            | Dominique Moloney           | 13. ledna 2023  |                      |
| 103          | 3         | The Gardeners of Eden | Rajská zahrada       | Michael Lacey           | David Semple                | 20. ledna 2023  |                      |
| 104          | 4         | The Beast of Wedlock  | Šelma z Wedlocku     | John Maidens            | Lol Fletcher                | 27. ledna 2023  |                      |
| 105          | 5         | The Hidden Man        | Muž ve stínu         | Michael Lacey           | Tahsin Güner                | 3. února 2023   |                      |
| 106          | 6         | The Royal Visit       | Královská návštěva   | Paul Riordan            | Mark Broherhood             | 10. února 2023  |                      |
| 107          | 7         | The Show Must Go On   | Show musí pokračovat | Miranda Howard-Williams | Sarah-Louise Hawkins        | 17. února 2023  |                      |
| 108          | 8         | The Sands of Time     | Léčitelé času        | Dominic Keavey          | Neil Irvine                 | 24. února 2023  |                      |
| 109          | 9         | The Wheels of Wrath   | Kola hněvu           | Dominic Keavey          | Matthew Cooke, Vincent Lund | 3. března 2023  |                      |
| 110          | 10        | The Serpent Within    | had na prsou         | Miranda Howard-Williams | Dan Muirden                 | 10. března 2023 |                      |

### Jedenáctá řada (2024)
| Č. v seriálu | Č. v řadě | Původní název                  | Český název                  | Režie                   | Scénář               | Datum premiéry | Datum české premiéry |
| ------------ | --------- | ------------------------------ | ---------------------------- | ----------------------- | -------------------- | -------------- | -------------------- |
| 111          | 1         | The Kembleston Olimpicks       | Kemblestonská olympiáda      | Miranda Howard-Williams | Dan Muirden          | 5. ledna 2024  |                      |
| 112          | 2         | The Forensic Nun               | Sestra v podezření           | Ian Barber              | Neil Irvine          | 12. ledna 2024 |                      |
| 113          | 3         | The Hermit of Hazelnut Cottage | Poustevník z Lískové chalupy | Miranda Howard-Williams | David Semple         | 19. ledna 2024 |                      |
| 114          | 4         | The Last Supper                | Poslední večeře              | Paul Riordan            | Sarah-Louise Hawkins | 26. ledna 2024 |                      |
| 115          | 5         | The Father, The Son            | Otec, syn                    | Ian Barber              | Tahsin Güner         | 2. února 2024  |                      |
| 116          | 6         | The Quill of Osric             | Osricovo pero                | Paul Riordan            | Lol Fletcher         | 9. února 2024  |                      |
| 117          | 7         | The Word of the Condemned      | Slovo zatracence             | Michael Lacey           | Dominique Moloney    | 16. února 2024 |                      |
| 118          | 8         | The Last Tango in Kembleford   | Poslední tango v Kemblefordu | Michael Lacey           | Rebecca Ramsden      | 23. února 2024 |                      |
| 119          | 9         | The Dead of Night              | Temná je noc                 | Carys Lewis             | Sarah Anson          | 1. března 2024 |                      |
| 120          | 10        | The Scars of War               | Válečné jizvy                | Carys Lewis             | Dan Muirden          | 8. března 2024 |                      |

### Dvanáctá řada (2025)
| Č. v seriálu | Č. v řadě | Původní název              | Český název | Režie                   | Scénář          | Datum premiéry  | Datum české premiéry |
| ------------ | --------- | -------------------------- | ----------- | ----------------------- | --------------- | --------------- | -------------------- |
| 121          | 1         | The Battle of Kembleford   |             | Ian Barber              | Dan Muirden     | 10. ledna 2025  |                      |
| 122          | 2         | The Kembleston Players     |             | Paul Gibson             | Neil Irvine     | 17. ledna 2025  |                      |
| 123          | 3         | The Horns of Cernunnos     |             | Paul Gibson             | Lol Fletcher    | 24. ledna 2025  |                      |
| 124          | 4         | The Invisible Friends      |             | Miranda Howard-Williams | David Semple    | 31. ledna 2025  |                      |
| 125          | 5         | The Cup of Calabria        |             | Ian Barber              | Tahsin Güner    | 7. února 2025   |                      |
| 126          | 6         | The Lord of the Dance      |             | Caroline Slater         | Rebecca Ramsden | 14. února 2025  |                      |
| 127          | 7         | The Deserving Poor         |             | Caroline Slater         | Lou Ramsden     | 21. února 2025  |                      |
| 128          | 8         | The Sisters of Aeschylus   |             | Michael Lacey           | Liberty Martin  | 28. února 2025  |                      |
| 129          | 9         | The Puzzle of Banburismus  |             | Miranda Howard-Williams | Rebecca Ramsden | 7. března 2025  |                      |
| 130          | 10        | The Blessing of the Father |             | Michael Lacey           | Dan Muirden     | 14. března 2025 |                      |